# Vindula
Vindula es un género de lepidópteros de la subfamilia  Heliconiinae en la familia Nymphalidae que se encuentra en el sudeste de Asia y Australia.

## Especies
Ordenados alfabéticamente.
- Vindula arsinoe (Cramer, 1777) – Cruiser
- Vindula dejone (Erichson, 1834) – Cruiser
  - Vidula dejone erotella
- Vindula erota (Fabricius, 1793) – Common Cruiser
- Vindula sapor (Godman & Salvin, 1888)